# قتل آنوش آپتیان
آنوش آپتیان (ارمنی: Անուշ Ապետյան)، (زاده ۱۹۸۶ – درگذشته ۱۳ یا ۱۴ سپتامبر ۲۰۲۲) یک سرباز زن ارمنی بود که در سپتامبر ۲۰۲۲ توسط نیروهای آذربایجان شکنجه، مثله‌شده، مورد تجاوز به عنف و کشته شد. درگیری در شهر جرموک ارمنستان روی داد. آپتیان سه فرزند ۱۶، ۱۵ و ۴ ساله داشت. نیروهای ارتش جمهوری آذربایجان تصاویر پیکر عریان و مثله‌شده وی را در حالیکه یکی از انگشت‌هایش را بریده و در دهانش قرار داده بودند، پاهایش را بریده بودند و در حال شادی بودند را تهیه کرده بودند که اولین بار در شبکه‌های اجتماعی انتشار یافت.
در واکنش سناتور باب منندز، رئیس کمیته روابط خارجی سنای ایالات متحده، پس از کشف این ویدئو، با توجه به اینکه سیاست خارجی ایالات متحده نمی‌تواند به کشورهای تروریستی که مرتکب جنایات جنگی می‌شوند کمک کند، خواستار توقف کمک‌های مالی و نظامی به آذربایجان شد.